# Vale de Las Batuecas

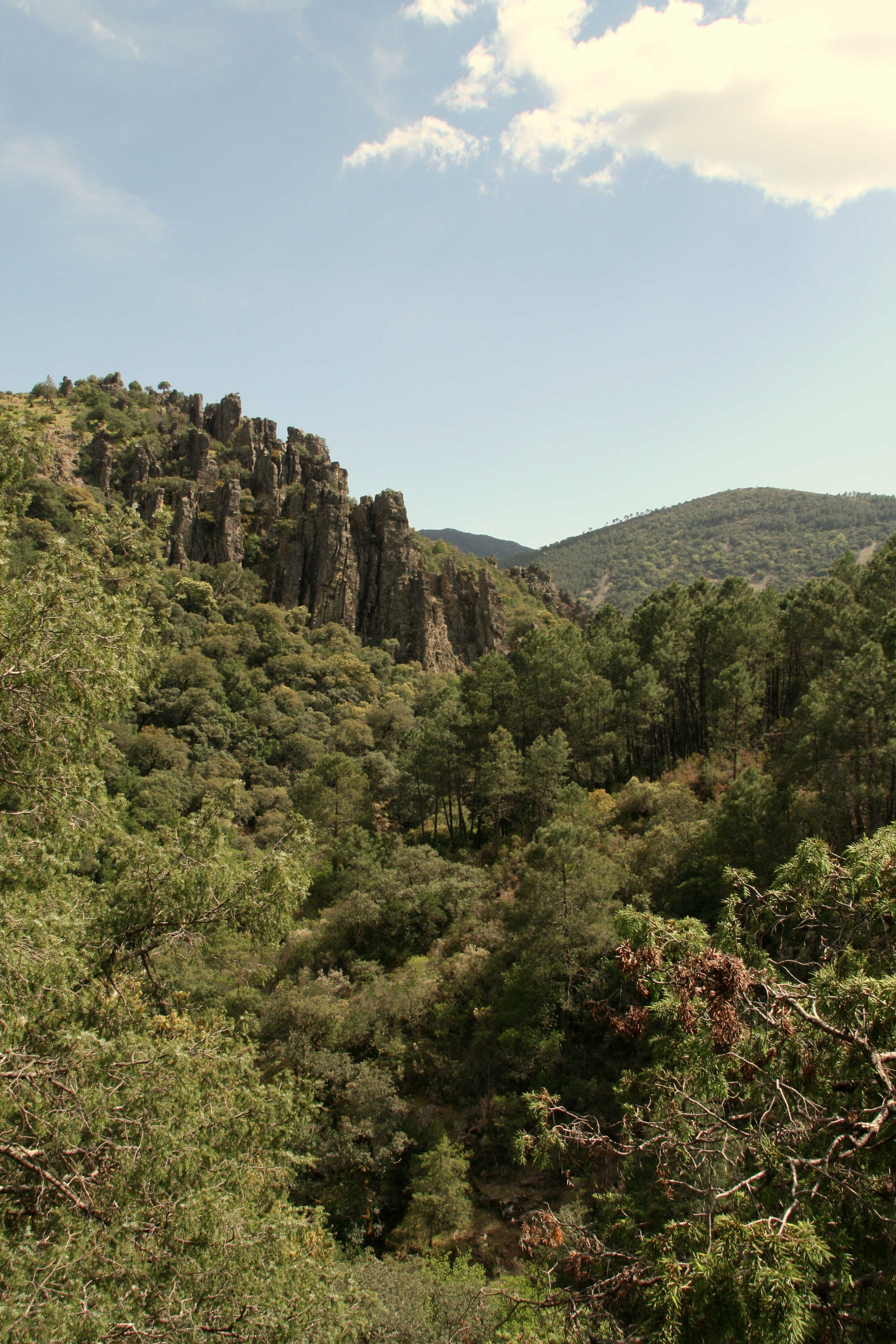
Vale de Las Batuecas.

O Vale de Las Batuecas encontra-se situado nas ladeiras da Penha de França, no município de La Alberca, ao sul da província de Salamanca, Espanha.

## Localização
O parque natural de Vale de las Batuecas, está situado na província de Salamanca. Com uma superfície de aproximadamente 32 300 hectares, o parque ocupa 15 municípios com uma população de 5 578 habitantes. Localizado no sul de Salamanca, na comunidade autônoma de Castela e Leão, foi oficialmente declarado parque natural no dia 11 de julho de 2000.
O vale tem uma incrível variedade de flora e fauna. Sua altitude possibilita e existência conjunta de zonas mais quentes e zonas de influência atlântica. O vale possui magnífica riqueza cultural e grande patrimônio histórico-artístico. As Batuecas são formadas por um complexo cinturão de montanhas. 
Dos vales da região é possível localizar as bacias dos rios Tajo e Duero. A estrutura interna do parque é complexa, possuindo vales e até montanhas com zonas de altitude baixa até altitude muito elevada.

## Flora
A vegetação possui espécies de ambiente mediterrâmeo, embora possua algumas plantas da região atlântica. Nas zonas de altitude elevada, plantas como o piorno e o erizão foram obrigadas a se adaptar à crudeza da temperatura. Descendendo, podem-se presenciar bosques de castanhos, que, com o tempo foram substituidos por pinos silvestres e resina. Já nas áreas de menor altitude, e ao sul do Vale, pode-se perceber a presença de especies esclorifelas como enebros, zimbro e alcornocaras.

## Fauna
O parque possui muita diversidade de espécies, como mamíferos (cabra montes, nutrias, veados e morcegos), aves (abutre preto, cegonha preta, aguia real e falcão peregrino, entre outras). Além de animais mamíferos. O Vale de las Batuecas possui uma grande quantidade de répteis, nos quais a lagartixa da Peña de França destaca-se. Alguns anfíbios do local são o sapo partero ibérico; a rã patilarga e o tritão ibérico.

## Arte rupestre
Várias pinturas rupestres podem ser encontradas no parque. 
O Neolítico substituiu a arte nas paredes por pequenas esculturas em pedras. Eles passaram a utilizavam instrumentos próprios pra pintura. As figuras apresentavam tons branco, vermelho, e preto. Os humanos da época já haviam inventado seus próprios instrumentos para utilizar na caça e na agricultura.
Entre os abrigos de quartzitos que configuram o vale, localiza-se um conjunto muito amplo de pinturas pré-históricas de clara tendência naturalista, cuja cronologia abrange desde o Paleolítico superior até ao Neolítico e o Calcolítico.
No parque encontram-se os seguintes inventariados:
- Canchal de las Cabras pintadas.
- Canchal del Águila.
- Canchales de la Pizarra.
- Canchales del Zarzalón.
- Cueva del Cristo.
- Umbría del Canchal del Cristo.
- Canchales de Mahoma.
- Umbría de la Cotorrina.
- Majadilla de las Torres.
- Canchal de los Acerones.
- Corral de Morcilla.
- Covacho del Pallón.
- Risco del Ciervo.
- Canchal de Villita.
- Canchal de las Torres.

Todos estes abrigos foram declarados Bem de Interesse Cultural na Lei 16/1985 de 25 de Junho do Patrimônio Histórico Espanhol. O Canchal de las Cabras Pintadas foi objeto de uma declaração específica por Decreto no dia 25 de Abril de 1924.
Na península ibérica esta arte ocorreu entre   e 8 000 a.C. Só na Espanha Cantábrica há mais de 60 cavernas pintadas. Marcelino Sanz de Sautuola foi o primeiro a descobrir a arte rupestre na caverna de Altamira.
A caverna de Altamira é uma caverna famosa por sua arte rupestre. Uma das teorias é que foi habitada pelo homem paleolítico. Nas figuras tem muitos animais, sendo o bisão o mais retratado. 
A técnica desta arte é sumamente simples e uniforme, reduz-se em geral a tintas monocromáticas e traços lineais, geralmente a vermelho e ocre, e com menor intensidade a preto ou amarelo, bem como o branco, relativamente frequente. Quanto à temática predominam os traços e pontos seguidos em frequência pelos antropomorfos e os zoomorfos; ocasionalmente formando cenas, observando-se como peculiaridade das Batuecas uma clara tendência naturalista. A cronologia proposta para este ciclo da Pintura rupestre esquemática, arranca do Neolítico Médio, com o seu maior desenvolvimento durante o Neolítico Final e o Calcolítico.

## Deserto carmelitano
À entrada do vale encontra-se o Convento do Deserto Carmelitano, construído em finais do século XVI, como lugar de vida retirada e eremítica, com ampliações durante os séculos XVII e XVIII. Dentro e fora do recinto conventual existem numerosas ermidas disseminadas na sua maioria pelos penhascos circundantes, cujas ruínas ainda se conservam.

### Mosteiro de São José

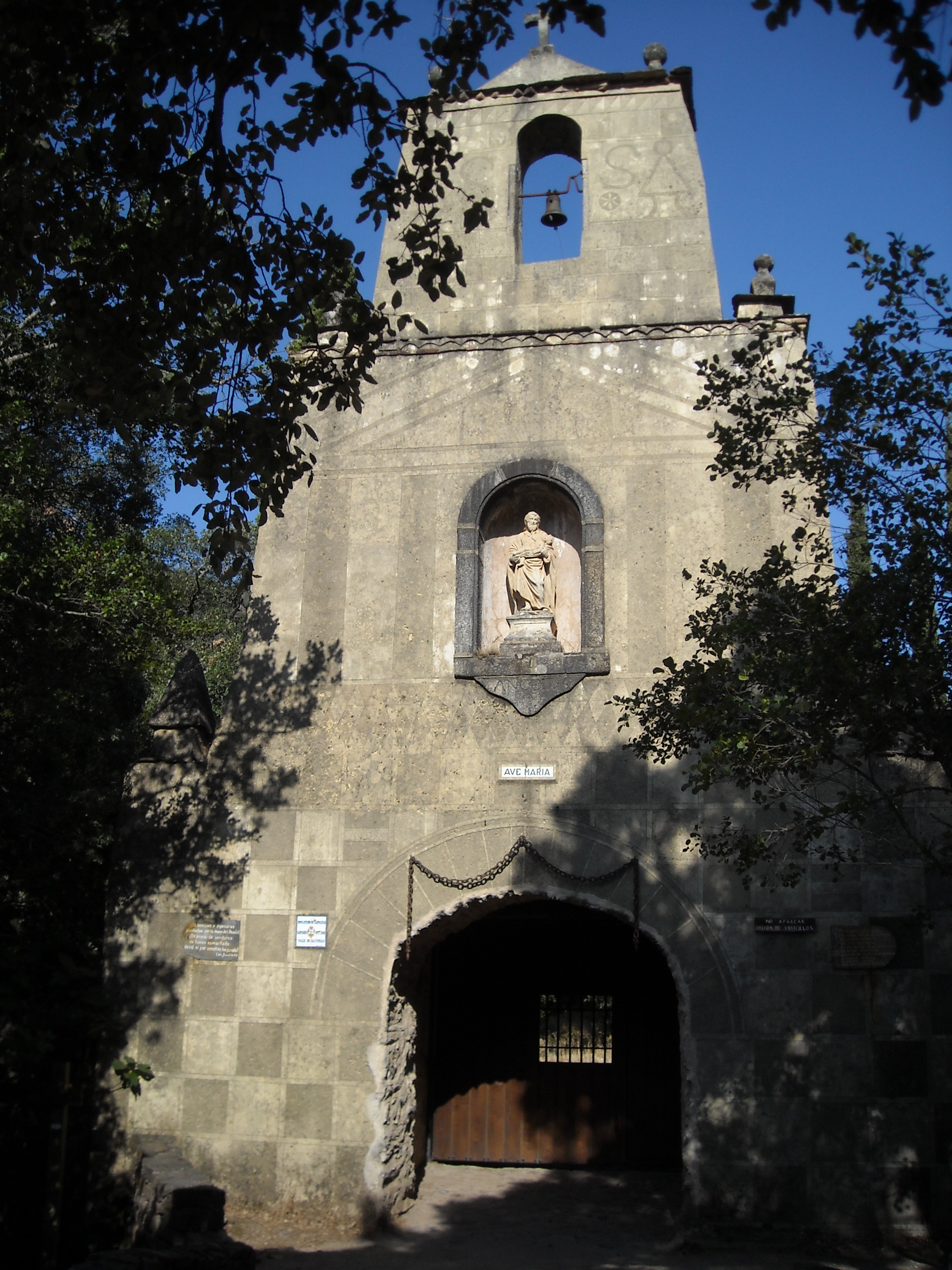
Entrada do Mosteiro Carmelita de São José de Las Batuecas.

O Mosteiro de São José de Las Batuecas é um convento carmelita de clausura monástica situado neste vale e que responde à regra religiosa da simplicidade e austeridade. O recinto é constituído por duas cercas, dentro das quais se encontram o convento e as suas dependências. A sua igreja, construída em 1602, e ampliada em 1686, constitui o edifício central do conjunto conventual, encontra-se rodeada por uma rua empedrada de laje e amplos jardins a jeito de claustro. Encostadas à sua parede norte, encontram-se a sacristia e a biblioteca, o cemitério dos religiosos, a capela de São Jerónimo, a de São Paulo, o Ermitão, e São João Batista. A sul situam-se várias celas, oratório dos monges. No muro oeste, uma porta abre a passagem ao refeitório, cozinha, talheres, alojamentos dos criados, padaria, lavadouro, etc. Durante os séculos XVII, e XVIII, foi-se configurando a sua estrutura definitiva. Neste mosteiro habitou algum tempo a Madre Maria Maravilhas de Jesus, hoje santa canonizada pela Igreja Católica.

### Desamortização
Em 1836 com a desamortização, o mosteiro foi privatizado, até que em 1915, o lugar foi adquirido pelos Carmelitas de Castela e em 1936 pelos Carmelitas Descalços do Cerro de los Ángeles, e desde 1950 residem os Carmelitas Descalços.

## Parque natural
O Monte é Reserva Regional de Caça, catalogado como Zona de reserva do Parque Natural Las Batuecas-Sierra de Francia, além de constituir uma "zona de especial Proteção das Aves".

## Lendas
Durante toda a história do Vale de las Batuecas, havia varias lendas decorrentes sobre o que o habitava.
Já foi dito que lá havia demônios, grupos religiosos satânicos entre outros.  Os agricultores evitavam entrar no Vale, com medo do desconhecido.  
Dizia-se também que o Vale era uma representação do paraíso. Lope de Vega mencionou em sua obra “Las Batuecas del Duque de Alba” o Vale de las Batuecas , o descrevendo um lugar onde existe a felicidade:
| “ | Nosotros habitamos este valle cerrado destos montes espesísimos, cuyas sierras empinan sus cabezas a topetar con las estrellas mismas, sin que jamás ninguno haya sabido quién fue el primero que nos dio principio. En esta lengua hablamos, estas chozas nos cubren, estos árboles sustentan, y la caza que matan nuestros arcos. Si vivimos en paz sin ser regidos, y nos habemos aumentado tanto, ¿por qué das ocasión que nos deshaga alguna envidia, donde nunca reina? | ” |